# Skandinavisk Aero Industri
Skandinavisk Aero Industri A/S (KZ) var en dansk flygplanstillverkare.
Skandinavisk Aero Industri grundades av flygteknikern Viggo Kramme (1905-1984) 1935. Kramme utbildades till flygtekniker vid Marinens Flyvevæsen. Efter att han lämnat Flyvevæsendet startade han verksamheten som en liten verkstad på Kastrup Lufthavn. Företaget fick en beställning på en av Henri Mignets flygande loppor (Pou de Ciel från Berlingske Tidende). Loppan provflögs men Kramme var inte nöjd med flygegenskaperna och flygplanet ställdes åt sidan. Samtidigt med tillverkningen av loppan genomgick flygingenjör Karl Gustav Zeuthen (1909-1989) flygutbildning på Kastrup. När han såg provflygningarna av loppan, erbjöd han sig att konstruera ett bättre flygplan. Efter att Zeuthen levererat konstruktionsritningarna tillverkade Kramme och Zeuthen tillsammans med några vänner flygplanet KZ I på fritiden. Flygplanet provflögs första gången i februari 1937.
Med stöd från civilingenjör Gunnar Larsen ombildades Krammes verkstad till Skandinavisk Aero Industri A/S 1 augusti 1937 med Kramme och Zeuthen i ledningen. För att få tillgång till mer lämpade lokaler för tillverkning flyttades man verksamheten till Aalborg. I slutet på 1937 lanserade man flygplanet KZ II Kupé, som följdes av den öppna tvåsitsaren KZ II Sport 1938. När andra världskriget bröt ut, tvingades man att producera andra artiklar än flygplan, men man konstruerade och tillverkade KZ III Lärkan i smyg för den tyska ockupationsmakten. Man vågade inte montera flygplanet av rädsla för upptäckt. När SAI fick exportlicens för några KZ II 1944 passade man på att smuggla med delarna till KZ III i leveransen. Flygplanet flög för första gången några månader senare i Sverige. Flygplanet infördes i det svenska luftfartygsregistret 21 april 1945 som SE-ANY. Efter ett flertal ägarbyten såldes det 1967 till Danmark, där det finns utställt på museum. Under 1943 flyttade man verksamheten till lokaler i Tuborg hamn för att senare flytta in i egna lokaler vid Sydhavnen i Köpenhamn. Med tillstånd från ockupationsmakten fick man arbeta med konstruktion av ambulansflygplan och segelflygplan. Det första segelflygplanet KZ G-I blev färdigt under 1943 medan ambulansflygplanet KZ IV som tillverkades för Zone-Redningskorpset provflög första gången i maj 1944. 
När freden kom inledde man en serietillverkning av KZ III och under 1946 tillverkade man 63 flygplan. Medan produktionen pågick vidareutvecklade och konstruerade man om flygplanet till en fyrsitsig variant. Prototypen till KZ VII flög första gången i november 1946 och blev därefter producerat i 55 exemplar. Under 1949 tillverkade man ett konstflygningsflygplan för Sylvest Jensens Luftcirkus. Flygplanet gavs beteckningen KZ VIII. Till luftcirkusen tillverkades även en replika av Jacob Ellehammers flygplan från 1909. För konstruktionen av KZ VII och KZ VIII knöts ingenjören Björn Andreasson till företaget.  
En av företagets sista produkter blev artillerispaningsflygplanet KZ X 1951. Prototypen flög första gången i september 1951 och leveranserna av 12 flygplan till Hæren inleddes 1952. På kort tid drabbades flygplanet av tre fatala haverier, ett flygplan fördes över till Farnborough i England för utvärdering. I slutskedet av provflygningarna i England havererade även detta flygplan. På grund av haverierna beslutade Kramme och Zeuthen att stoppa produktionen av KZ X samt att alla flygplan skulle beläggas med flygförbud och skrotas. I dag återstår endast prototypflygplanet.
På grund försäljningssvårigheter och tillverkning i små serier blev lönsameten dålig för Skandinavisk Aero Industri, Kramme och Zeuthen beslutade sig för att lägga ner verksamheten. Under den tid företaget var aktivt som flygplanstillverkare producerade man cirka 200 flygplan, inklusive 22 KZ VII som totalförstördes vid en fabriksbrand.
På Danmarks Flymuseum vid Stauning Lufthavn i Danmark finns ett exemplar av samtliga 11 KZ typer som tillverkats mellan 1936 och 1954, många av dem är i flygvärdigt skick.

## Flygplan producerade av Skandinavisk Aero Industri
- SAI KZ I
- SAI KZ II Kupé
- SAI KZ II Sport
- SAI KZ II Træner
- SAI KZ III Lärkan
- SAI KZ IV
- SAI KZ VII
- SAI KZ VIII
- SAI KZ X
- SAI KZ G-1
- SAI KZ Ellehammer

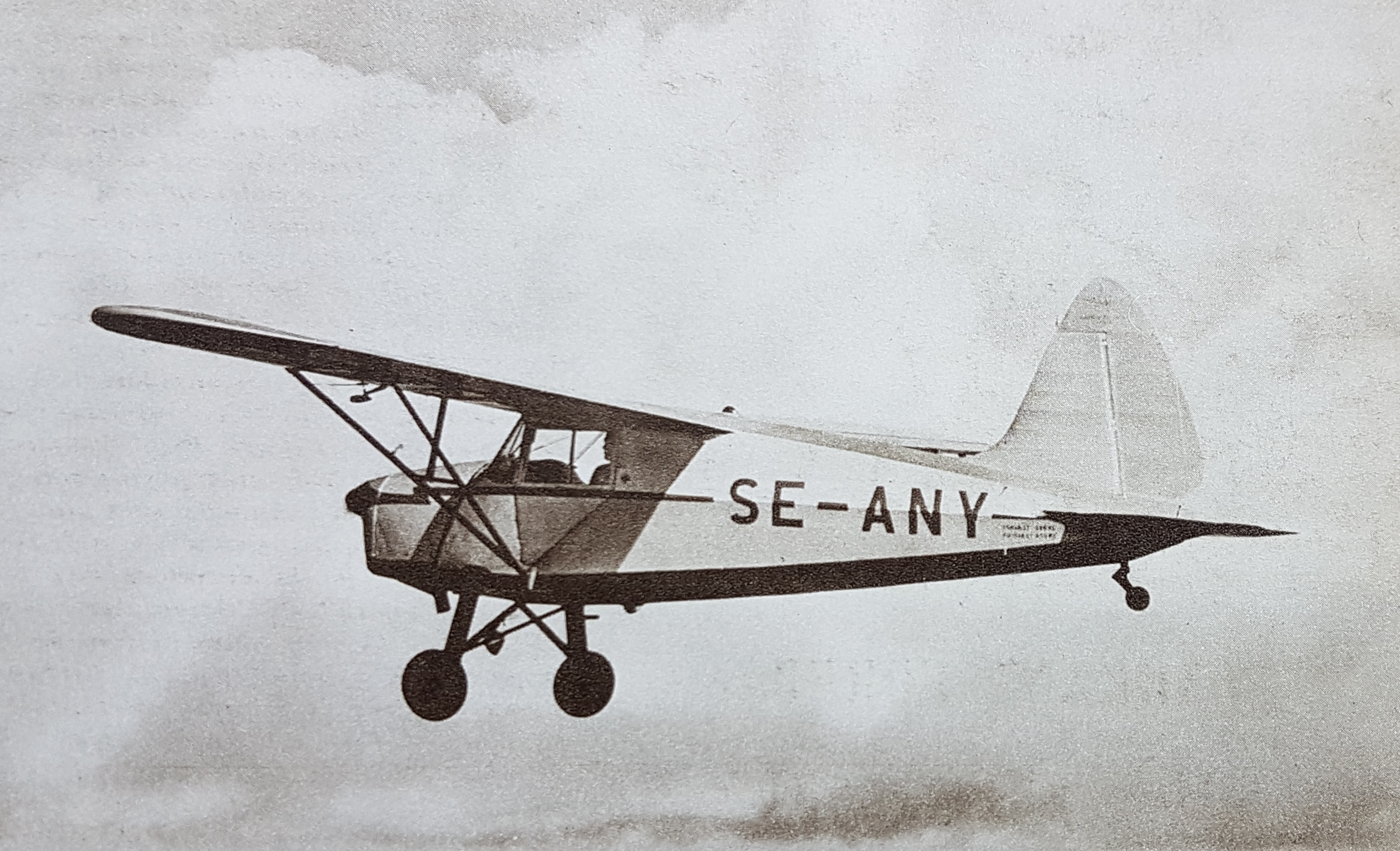
SAI KZ III Lärkan

- Wikimedia Commons har media som rör Skandinavisk Aero Industri.